# Noyelles-sur-Escaut
Noyelles-sur-Escaut település Franciaországban, Nord megyében. Lakosainak száma 815 fő (2022. január 1.). Noyelles-sur-Escaut Proville, Cantaing-sur-Escaut, Flesquières és Marcoing községekkel határos.

## Népesség
A település népességének változása:
| Lakosok száma | 750  | 764  | 796  | 803  | 805  | 811  | 813  | 814  | 815  |
|               | 2013 | 2015 | 2016 | 2017 | 2018 | 2019 | 2020 | 2021 | 2022 |